# Карвик
Карвик (пол. Karwik, нім. Karwik) — село в Польщі, у гміні Піш Піського повіту Вармінсько-Мазурського воєводства.
Населення — 202 особи (2011).
У 1975-1998 роках село належало до Сувальського воєводства.

## Демографія
Демографічна структура станом на 31 березня 2011 року:
|          | Загалом | Допрацездатний вік | Працездатний вік | Постпрацездатний вік |
| -------- | ------- | ------------------ | ---------------- | -------------------- |
| Чоловіки | 98      | 14                 | 69               | 15                   |
| Жінки    | 104     | 26                 | 56               | 22                   |
| Разом    | 202     | 40                 | 125              | 37                   |